# Forest Whitaker
Forest Steven Whitaker (* 15. července 1961) je americký herec, producent a režisér. Whitaker obdržel Oscara za roli ugandského diktátora Idiho Amina ve filmu Poslední skotský král (2006). Mimo to získal ceny Zlatý glóbus a BAFTA. Stal se čtvrtým Afroameričanem, který získal Oscara za nejlepší mužský herecký výkon v hlavní roli (po Sidneym Poitierovi, Denzelu Washingtonovi a Jamie Foxxovi). Je vegetarián.

## Vybraná filmografie

### Herec
- 1982 Nářez na ridgemontské střední
- 1986 Barva peněz
- 1986 Četa
- 1987 Dobré ráno, Vietname
- 1987 Krvavý sport
- 1987 Policejní dohled
- 1988 Bird
- 1989 Fešák Johnny
- 1990 Downtown
- 1991 Hitman
- 1991 Poprask v Harlemu
- 1992 Článek 99
- 1992 Hra na pláč
- 1992 Ochotní dospělí
- 1993 Lupiči těl
- 1994 Prêt-à-Porter
- 1994 Zděšení
- 1995 Mutant
- 1995 Smoke
- 1996 Fenomén
- 1998 Přes mrtvoly
- 1999 Ghost Dog - Cesta samuraje
- 1999 Zákony džungle
- 2000 Bojiště Země
- 2000 Zabijácká partie
- 2001 Čtvrtý anděl
- 2001 Green Dragon
- 2002 Telefonní budka
- 2002 Úkryt
- 2004 Jimmy Glick v Lalawoodu
- 2004 Láska na hlídání
- 2005 American Gun
- 2005 Malý výlet do nebe
- 2005 Marie
- 2006 Bažina
- 2006 Hazard
- 2006 Malý zázrak
- 2006 Poslední skotský král
- 2007 The Great Debaters
- 2007 Ripple Effect
- 2007 To, co dýchám
- 2008 Okřídlené bytosti
- 2008 Street Kings
- 2008 Úhel pohledu
- 2009 Powder Blue
- 2009 Where the Wild Things Are
- 2010 Experiment
- 2010 Repo Men
- 2013 Zulu
- 2016 Rogue One: Star Wars Story
- 2018 Black Panther

### Režisér
- 1995 Až si vydechnu
- 1998 Přístav naděje
- 2004 Láska na hlídání